# Križan Vrh
Križan Vrh este o localitate din comuna Bistrica ob Sotli, Slovenia, cu o populație de 74 de locuitori.